# Batar
Batar su naseljeno mjesto u sastavu Grada Bijeljine, Republika Srpska, BiH.

## Stanovništvo
| Batar              |              |
| godina popisa      | 1991.        |
| Srbi               | 376 (98,42%) |
| Muslimani          | 0            |
| Hrvati             | 1 (0,26%)    |
| Jugoslaveni        | 4 (1,04%)    |
| ostali i nepoznato | 1 (0,26%)    |
| ukupno             | 382          |